# 堀慶末
堀 慶末（ほり よしとも、1975年〈昭和50年〉4月29日 - ）は、日本のシリアルキラー（連続殺人犯）。岐阜県生まれ、本籍地は同県土岐市土岐津町。2023年（令和5年）2月時点で、死刑囚（死刑確定者）として名古屋拘置所に収監されている。
1998年（平成10年）6月28日に仕事仲間の男2人（AおよびB）と共謀し、愛知県碧南市で碧南市パチンコ店長夫婦殺害事件（2人殺害 / 以下「碧南事件」）を起こした。また、2006年（平成18年）7月20日にはAと共謀し、愛知県名古屋市守山区で高齢女性（当時69歳）への強盗殺人未遂事件（以下「守山事件」）を起こした。
そして、2007年（平成19年）8月24日にはインターネット上の闇サイトで知り合った男2人と共謀し、名古屋市千種区内で帰宅途中の会社員女性（当時31歳）を拉致。翌25日に同県愛西市内佐屋町で金品を奪って殺害し、遺体を岐阜県瑞浪市の山中に遺棄する事件（闇サイト殺人事件 / 以下「闇サイト事件」）を起こし、同事件の被疑者として逮捕された。闇サイト事件の刑事裁判では、営利略取罪・逮捕監禁罪・強盗殺人罪・死体遺棄罪などの被告人として起訴され、第一審（名古屋地裁）で死刑、控訴審（名古屋高裁）で無期懲役の判決を受け、2012年（平成24年）7月に上告審（最高裁）で無期懲役が確定した。
しかしその直後の2012年8月、それまで未解決事件だった碧南事件の被疑者として、共犯者のA・B両名とともに強盗殺人罪などで逮捕・起訴された。さらに2013年（平成25年）1月 - 2月にかけ、守山事件への関与も判明し、強盗殺人未遂罪で再逮捕・追起訴された。碧南事件および守山事件の刑事裁判では、第一審・控訴審とも死刑判決を受け、2019年（令和元年）8月8日、上告審で死刑が確定した。

## 事件前の経歴

### 生い立ち
慶末は1975年（昭和50年）4月29日、岐阜県の病院で、在日朝鮮人（2世）の父親と、日本人の母親との間に第5子（五男）として出生した。なお、1984年（昭和59年）8月22日付で、慶末（当時9歳 / 小学校3年生）は兄3人とともに日本国へ帰化し、日本国籍を取得している。
生後6か月のころ、慶末は「紫斑病」と診断され、数か月間にわたり入院し、退院後も5, 6歳のころまで通院し続けた。
父親は慶末が生まれたころ、大型ダンプカーを数台所有し、陶器の原料となる玉石を港から運搬する仕事をしていたが、やがて浮気により、妻（慶末の母親）と激しい夫婦喧嘩を繰り広げ、次第に暴力を振るうようになった。それまで慶末は、4人の兄たちが学校へ登校していた間も父親と大型ダンプに乗車しているか、近所に預けられるかしていたが、父親が浮気するようになってネグレクト気味になり、母親によって保育園に入園させられた。その後、兄たちが進学すると、慶末は家族で父親の実家（愛知県名古屋市）へ引っ越した。しかし、父親は浮気をやめず、慶末が小学校に入学（1982年4月）する直前には浮気相手と同棲し、最終的に離婚した。
さらに、慶末が小学4年生に進級（1985年4月）した直後、多額の借金を抱えていた父親は仕事道具の大型ダンプや、慶末たちが住んでいた実家を売却。幼馴染で親交のあった暴力団組長と杯を交わして組員となり、やがて自分の組を持つようになった。このため、慶末は小学4年の夏休みに、母親や四兄（7歳年上の兄）とともに、名古屋市内の県営住宅に引っ越した。その後、慶末は転校先の学校に慣れると、サッカーに打ち込むようになった。
中尾幸司は自著で、闇サイト事件の第一審における検察官の論告要旨を引用する形で「〔慶末の〕一番上の兄が殺人罪で服役」していると述べている。『週刊新潮』 (2007) は、1995年（平成7年）7月に他人のクレジットカードを不正使用したとして逮捕された愛知県在住の男が、カードの持ち主であり、金銭トラブルになっていた相手でもある女性を拉致・殺害し、遺体をコンクリート詰めにして岐阜県の山中に遺棄したとして実刑判決を受けた事件について、（闇サイト事件の）容疑者の一人の実兄による犯行であると報じている。

### 中学校時代
しかし、慶末の進学先の中学校にはラグビー部があった一方、サッカー部はなかったため、慶末は母親に「どうしてもサッカーをやりたいから、サッカー部のある中学校に転校させてほしい」と母親に強く懇願したが、「引っ越せる余裕がない」と一蹴された。結局、慶末は中学校に新設された硬式テニス部に入部した一方、母親から勧められ、サッカーのクラブチームに入部した。しかし、やがてテニス部での練習に打ち込むようになり、中学1年の夏休みにはサッカーの練習に参加しなくなった。このころ、兄たちから冗談交じりで「アルバイトでもするか？」と言われ、新しいテニスラケットの代金欲しさに外壁工事のアルバイトをしたが、それによって体を壊し、2学期初めごろには「面倒くさくなった」と部活に参加しなくなった。また、このころには同じ団地に住んでいた中学の先輩から変形ズボンをもらって着用していたところ、2年生のころに数学の教諭に着用を見破られ、生活指導室で激しい暴力（体罰）を受けた。それ以降、慶末は非行に走るようになり、他校の不良生徒への暴力沙汰を起こし、担任教諭から「もう学校に来るな」と言われたことで自暴自棄になり、不登校になった。それからしばらく経った夏休み、兄から「ぶらぶらして遊んでいるなら、仕事を手伝え」と言われ、再び兄の外壁工事を手伝うようになった。このころに重い物を持つなどして腰に負担を掛けたことが、後に慢性的な腰痛を患う原因となった。また、このころに独立した次兄の下で、男B（碧南事件の共犯者／鹿児島県出身）と出会った。
中学3年の修学旅行の前、2年生のときの担任教諭から「そろそろ学校に出てこないか」と言われたが、アルバイト先である兄の会社と取引先との合同の慰安旅行（グアム）の日程が修学旅行と重なっていたことから、慶末は「海外に行ってみたい」という理由で慰安旅行の方を選び、修学旅行後（9月）から登校し始めた。一方、兄たちの下でアルバイトをしたことで金を稼ぐようになると、金遣いが荒くなり、中学生にも拘らず財布に現金30万円近くを入れていたこともあった。

### 結婚・独立
中学校卒業後の1991年（平成3年）、慶末は「もう少し学校生活を楽しみたい」と定時制の高校に通学するようになったが、学校生活が楽しめなかったことから、1学期途中に退学した。ちょうどそのころ、四兄が独立して仕事を始めるようになったため、彼の下で働くようになったほか、16 - 17歳ごろには頻繁に出入りしていた地元のスナックのホステス甲（3歳年上）と交際するようになった。やがて甲が妊娠したことから、慶末は母の反対を押し切って結婚。出産予定日は慶末が18歳になる直前だったが、甲は妊娠中毒で体調を悪化させたため、予定より数か月早く帝王切開で長男を出産した。1993年（平成5年）のことだったが、同年の忘年会で慶末はコンパニオンとして訪れた3歳年上の女性・乙と意気投合し、不倫関係になった。
一方で慶末は17歳のころ、Bとともに、長兄を除く兄3人が資金を出し合って設立した有限会社の社員になったが、しばらくして四兄との関係が悪化し「会社を辞める」と言うようになった。しかし、独立を志すようになった次兄（取締役）から「自分の仕事を手伝ってくれ」と申し出を受け、それを受け入れた。翌1994年（平成6年）、慶末（当時19歳）は「ヨシトモハウス」という屋号で兄たちの会社から独立し、妻・甲の弟（義弟）とともに兄たちの会社の下請けとして働くようになったほか、仕事上車が必要になったことから、兄たちの会社の名義でローン（約130万円）を組んでワンボックス車を購入。しかし、慶末は自動車教習所に通う時間がなかったことや、「今更（運転免許を取得するのは）面倒だ」と考えたことなどから、運転免許は取得せず、普段から車を無免許運転していた。1995年（平成7年）、慶末が20歳になった直後に甲は第2子を妊娠したが、慶末はこのころに自宅近くのスナックに入り浸り、同店に勤めていた10歳年上の女性・丙（離婚歴あり）と交際するようになった。一方でこのころ、男A（碧南事件・守山事件の共犯者／群馬県出身）と出会い、次兄からAに仕事を教えるよう頼まれていた。
慶末は次男が出生した当初、妻・甲に毎月生活費を渡し、残った工賃はほとんど飲み代や丙との交際費に充てていたが、やがて丙との交際を深め、腰痛の悪化も相まって義弟に仕事を押し付けて外泊をするようになり、1996年（平成8年） - 1997年（平成9年）ごろにはこれに憤慨した甲によって家を追い出された。甲は当時、「（慶末は）家から追い出せば、そのうち頭を冷やして戻ってくるだろう」と考えていたが、これで自暴自棄になった慶末は兄たちの会社で寝泊まりするようになり、仕事もあまりしなくなった。やがてクレジットカードのキャッシングや消費者金融で借金をし、丙の家で寝泊まりするようになったが、金遣いの荒さは治らず、最終的には遊興費欲しさに丙の財布から現金を盗むようになった。

## 碧南事件
1998年（平成10年）6月28日午後、堀（当時23歳）はAおよびBとともに3人で碧南市内の男性X（当時45歳：パチンコ店長）宅に侵入し、Xと妻Y（当時36歳）の2人を相次いで絞殺して金品を奪った。
同年5月ごろ、堀はそれまで次兄に払っていた車のローンに充てる金銭を滞納したため、激怒した次兄から「同年6月末までにローンの残金（百数十万円）を全額払え」と求められた。しかし、金の宛てはなく、追い詰められた堀は、ひったくりなどの犯罪で金を得ることを漠然と考えるようになった。そして、当時はパチンコ店によく出入りしていたことから、パチンコ店に強盗に入ることを思いつき、丙の仕事中にそれまで出入りしたことのないパチンコ店を下見しようとしたが、「1人で実行するのは難しいかもしれない」と考えたため、Aを誘い入れた。そして、「閉店後のパチンコ店の事務所に押し入ろう」と決め、侵入に用いる道具の準備や、標的とするパチンコ店の下見を行い、同事件の被害者である男性Xが店長を務めていたパチンコ店（尾張旭市）に狙いをつけた。
堀はさらにBを誘い入れ、「Xを尾行して脅し、店や金庫の鍵を奪い、売上金を得よう」という計画に変更し、Xの自宅（碧南市）を特定。Xを自宅かその周辺で襲うことに決め、昼間にX宅を下見し、アンケート調査を装ってXの妻Yから家族構成（夫婦＋子供2人の4人家族）を訊き出した上で、Xの帰宅前に彼の知り合いを装ってX宅に上がり込み、Xの帰宅を待って襲う計画を決め、実行した。
一方で碧南事件後、堀の行状の悪さに耐えかねた甲（当時26歳）は離婚を切り出した。事件後、「自分に捜査の手が及んでくるかもしれない」と怯えながら生活していた堀は、「自分はいつ逮捕されるかわからないから、離婚しておいた方が良い」と考え、1998年7月に離婚届を提出した。その後、堀は仕事をせず、丙にすがりながら怠惰な生活をしており、一時は知人のもとで外壁工事をしたものの長続きせず、やがてAとともに自動販売機荒らしをするようになった。また、丙の貯金に手をつけるなどしたことが露見したため、激怒した彼女により家を追い出され、実家に帰って近所に住んでいた四兄の下で外壁工事を手伝うようになった。

## 守山事件
2006年（平成18年）7月20日、堀（当時31歳）はAとともに、当時69歳の女性が1人で暮らしていた名古屋市守山区脇田町の住宅を訪れ、かつてこの家をリフォームした建築会社（堀が勤めていた会社）の名前を騙り、定期点検を装って玄関から侵入。被害者を脅迫し、顔や首にガムテープを巻きつけたりしたほか、堀またはAが単独で、あるいは両名で被害者の首を絞め、被害者に入院加療56日間の怪我を負わせたほか、現金25,000円および耐火金庫など12点（時価合計約38万円相当）を奪った。
丙から家を追い出された後、堀は3歳年上の女性乙（27歳 - 28歳）に連絡を取り、名古屋の中心部にある彼女の家に通うようになり、やがて彼女と亡父の内妻、その母親とともに4人で生活するようになった。当時、堀は四兄の下で働きながら生活していたが、乙の実家の周辺に数件のパチンコ店があったことから、やがてパチンコ店に入り浸り、腰痛も相まって仕事の量も減るようになった。そのため、四兄から給料を前借りしたり、乙の貯金に手を付けたりするようになった。一方で同棲を開始してから約2年後、乙の妊娠が判明したが、後に乙は流産してしまい、パニック症を発症したほか、堀とともにパチンコやスロットに没頭するようになった。
2004年（平成16年）夏ごろ、堀（当時29歳）は乙（当時32歳）とともに乙の実家を出て、名古屋の中心部にあるマンションで2人暮らしをするようになった。このころから堀はパチンコなどのギャンブルをしなくなった一方、乙の行きつけだった飲み屋の店主がダーツバーを始めたことをきっかけに、ダーツに熱中し、ダーツのプロを目指すようになった。しかし、約1年ほどして生活に慣れてくると再びパチンコ店に出入りするようになり、2006年6月ごろには兄との確執や腰痛の悪化で仕事をしなくなった。また、同年7月7日ごろには中学校の同級生だった女性・丁と再会し、彼女と頻繁に会って交際するようになり、肉体関係も持った一方、かつて自身が工事を手掛けた「守山事件」の現場となった住宅について、「高齢女性の1人暮らしで、金銭的に余裕がありそうだ」と考え、同宅に強盗に入ることを思いついた。そしてAに対し、同宅へ強盗に入ることを提案し、事件を起こすに至ったとされるが、堀は被害者への殺意を否定し、「Aが単独で被害者の首を絞め、自分が制止したらようやくやめた。被害者の供述調書（特に事件直後のもの）は、自分の主張とほぼ一致している」と主張している。
守山事件後、堀は被害者宅から奪ったブランド物の財布や貴金属などを質入れして換金したほか、残ったネックレス1個を丁にプレゼントした。その後もパチンコ店やダーツバーに通う生活を続けていたが、丁への不満が積み重なったことから、同年10月11日には丁が長男（当時7歳程度）のために管理していた預金（約67万円）に手を付け、同月19日には長女（当時5歳程度）の預金（約39万円）にも手を付けた。堀はそれらの金（約110万円）をギャンブルや乙の生活費として遣っていたが、2007年（平成19年）1月にそれが丁に露見し、返済するために大工見習いとして働こうとした。しかし、最終的には堀自身が仕事を断り、さらに同年2月20日には偶然丁のキャッシュカードの暗証番号を知ったことから、同日から27日にかけて計170万円を引き出した。そして3月2日にはこれが露見し、丁から「毎月10万円ずつ返済する」と約束を取り付けられた上で家を追い出された。『中日新聞』 (2012) によれば、堀はこのころ「同居女性（＝丁）から440万円の借金を背負い、同居を解消した」とされている。

## 闇サイト殺人事件
2007年（平成19年）8月24日夜、堀（当時32歳）はインターネット上の闇サイト「闇の職業安定所」で知り合った男2人［以下「KT」（当時36歳）および「山下」（当時40歳）］と共謀。名古屋市千種区内の路上で帰宅途中の会社員女性（当時31歳）を、乗用車内に押し込んで拉致・監禁した（営利略取罪・逮捕監禁罪）。連行先（同県愛西市内の屋外駐車場）で、被害者から現金62,000円およびキャッシュカードを奪ったほか、包丁を突きつけるなどして被害者を脅迫し、暗証番号を訊き出した。そして、翌日（8月25日）未明に屋外駐車場に駐めた車の中で、被害者の首を絞めたり、顔面に粘着テープを31周にわたり巻きつけたり、頭部を数十回にわたりハンマーで殴打したりして、被害者を窒息死させて殺害し（強盗殺人罪）、遺体を岐阜県瑞浪市内の山林に遺棄した（死体遺棄罪）。その上で、奪ったキャッシュカードで2回にわたり預金を引き出そうとしたが、被害者が告げた暗証番号が虚偽だったため、失敗に終わった（窃盗未遂罪）。
同年3月2日に丁の家を追い出されて以降、堀は乙の下に戻ったが、丁の口座から勝手に引き出した現金のうち100万円を隠し持っていたため、定職に就かず、パチンコ店に出入りする生活を送っていた。やがて丁への返済に窮し、実父や乙の義母、かつて同棲していた丙に借金を申し込むようになったが、丁からの催促が激しくなり、乙に知られずに金策する方法を探すべく、インターネットで仕事情報を探していたところ、闇サイト「闇の職業安定所」を見つけた。その後、闇サイトで仕事募集の書き込みを続けるうちに、「山下」と名乗る男（本名はイニシャル「KK」・当時40歳）からのメールを受け取り、「『山下』なら犯罪行為に長けていて、すぐに現金にありつけそうだ」と考えたことから、一緒に組んで金儲けをすることで合意。
しかしその数日後（2007年8月20日）、丁から「25日に5万円入れなければ考えがある」というメールが届いたため、堀は「要求に従えなければ、丁は（自分が勝手に預金を下ろしたことを）警察に通報するだろう。そうなれば、碧南事件と守山事件への関与が発覚するかもしれない」と恐れるようになり、闇サイトで金策の方法を探していたところ、「山下」の投稿を見つけて彼と再び連絡を取り合うようになり、翌日（2007年8月21日）に「山下」と初対面。この時、「山下」から仲間として、もう1人の共犯である男KT（当時36歳）や、ほか1人の男「杉浦」（偽名）の話を聞かされ、4人で犯罪によって金を得る方法を相談した。そして店舗への強盗、堀の行きつけのパチンコ店の常連客を襲撃する計画、堀の行きつけのダーツカフェ（名古屋西部）への強盗など、様々な犯罪計画を練った。また、8月21日夜には堀たちはKTと初対面したが、堀がその際にハンマーを見せたところ、KTから「顔を見られたら殺すのか？」と言われ、堀と「山下」は「（殺すのも）仕方ない」と応じた。
しかし、思うように金を得ることはできず、8月23日ごろには「杉浦」が強い不満を表明。「山下」は「杉浦」を外し、堀とKTとともに3人で金策を練ろうとし、3人は8月24日昼ごろに名古屋市内のファミリーレストランで落ち合った。その場で犯行計画について話し合い、堀はOLを拉致することを提案、KTは「派手そうな感じでない女性ならば、多くの貯金があるだろうから、拉致すれば金になるだろう」と提案した。さらに、3人は標的を拉致する場所について話し合い、堀が提案したように、高級住宅街の多い地下鉄東山線の沿線（覚王山・一社・上社・本郷方面）で物色することになった。そして同日19時ごろから、3人は乗用車で名古屋市内を走り回り、通行中の女性計5人を追尾して襲撃の機会を窺い、23時10分ごろに千種区春里町の路上で被害者女性を拉致した。

## 逮捕後
闇サイト事件で殺害した被害者の遺体を遺棄した堀ら3人は、被害者から奪ったキャッシュカードで預金を引き出すことができなかったことから、「今夜（8月25日夜）は名駅あたりでソープ嬢を拉致して暗証番号を聞き出し、殺害しよう」と約束して別れた。しかし、「山下」は堀やKTと別れた後、自ら愛知県警察本部に電話して犯行を告白。県警に身柄を確保された「山下」は機動捜査隊に連れられて遺体遺棄現場を案内したほか、2人の共犯者（堀とKT）の存在についても自供したため、KTも同日中に逮捕された。そして、堀は「山下」からの待ち合わせの約束メール（県警からの指示によって送信したもの）を読み、約束通り22時ごろに自宅マンション（名古屋市東区泉一丁目）前で落ち合おうとしたが、マンションのエントランスで待ち構えていた警察官たちによって取り押さえられ、翌26日に県警捜査一課および千種警察署の特別捜査本部により、被害者の遺体を山中に捨てた死体遺棄容疑の被疑者として、KTや「山下」とともに逮捕された。その後、3人は9月14日に強盗殺人・逮捕監禁・営利略取の各容疑で再逮捕され、10月5日に名古屋地方検察庁により、強盗殺人罪などの被告人として名古屋地方裁判所へ起訴された。そのため、同年12月4日以降は未決拘禁者として名古屋拘置所に収容されていた。
堀は自著で、逮捕された際の心境について、以下のように述べている。［以下、（丸括弧内）以外はすべて原文ママ］
千種事件（闇サイト事件のこと）で留置場に勾留された僕は、後悔や良心の呵責を感じるよりも、碧南事件や守山事件のことがばれないだろうかということに緊張していました。それはただ単純な心配で、死刑になるとかならないとか、そういうことはまったく頭にありませんでした。
そういうなかで千種事件の捜査はおこなわれていき、勾留手続きなどで検察庁へ行く際に、報道関係者の多さから自分が途轍もない事件を起こしたのだと、初めて実感しました。—堀慶末 (2019) 、pp.164-165 
千種事件の捜査では、けっきょく碧南事件のことも守山事件のことも話に出ず、余罪について聞かれることすらありませんでした。碧南事件と守山事件について、いつ聞かれるかと怯えていたあのとき、もし聞かれるような何かのきっかけがあったなら、自分から話していたかもしれません。それをいってもいまさらどうしようもありませんが、もし千種事件の捜査段階で僕の余罪が露頭していたら、その事実関係についてもっと正確に話せていたかもしれないのです。千種事件の捜査段階で、（愛知県警が）碧南事件のことをどこまで調べていたのかわかりませんが、けっきょくは碧南事件の現場に残されていた枝豆の皮から採取したDNAがきっかけで、A（原文では実名の姓に似せた仮名で表記）や僕に辿り着いたのですから、千種事件でDNAの採取がおこなわれた時点で、なぜ、碧南事件のことにつながらなかったのかと、いまとなってはとても残念に思います。
碧南事件のことを自分から話さなかった僕には当然に非がありますし、事件を起こしておいていうことではないかもしれませんが、千種事件で採取したDNAから容易につながる碧南事件を見すごした捜査機関に、まったく責任がないとは思えません。—堀慶末 (2019) 、pp.167-168 
また、碧南事件の第13回公判では、闇サイト事件で逮捕されてから無期懲役が確定するまでに、碧南事件や守山事件を自白しなかった理由について、「子供が自分から離れていくのが怖かった」と述べている。

### 闇サイト事件で無期懲役に
闇サイト事件は殺害された被害者が1人だったことから、同事件の刑事裁判では死刑適用の可否が争点となったが、名古屋地検は「堀ら被告人3人は、当初から女性を拉致し、金品を奪った上で殺害するという計画を立て、偶然見つけた被害者を襲った。犯罪予防の観点からも厳しい処罰が妥当」と指摘。その上で、「犯行は計画的かつ残虐極まりないもので、『楽をして金銭を得たい』という動機や犯行経緯に酌量の余地はない。堀ら3人は（犯行後も同様の強盗殺人を計画している点などから）犯罪性向が根深く、真摯な反省の色が見られない。被害者数は『永山基準』（最高裁が1983年に示した死刑適用基準）で挙げられた『考慮すべき要素の1つ』に過ぎず、今回の事件は被害者遺族の処罰感情の峻烈さや、一般社会に与えた恐怖・衝撃の大きさなども考慮すれば、被害者が1人だからといって死刑を回避すべきではない」と主張し、3被告人にいずれも死刑を求刑した。
堀は2009年（平成21年）3月18日に、名古屋地裁刑事第6部（近藤宏子裁判長）で開かれた第一審の判決公判で、共犯被告人のKTとともに求刑通り死刑を言い渡された。名古屋地裁 (2009) は、「本事件はインターネット上の掲示板を通じて形成された犯罪集団が、手っ取り早く楽をして金を手に入れるために無関係な通りがかりの一般市民を殺害することを計画・遂行したものだ。この種の犯罪は凶悪化・巧妙化しやすく危険で、匿名性の高い集団によって行われることから、発覚・逮捕が困難かつ模倣性も高いため、社会の安全にとって重大な脅威で、厳罰をもって臨む必要性が高い。犯行の残虐さや社会的影響、犯行後の情状なども考慮すれば、殺害された被害者が1人で、堀やKTには粗暴犯の前科がない点などを考慮しても、罪刑の均衡および一般予防の見地からも、極刑をもって臨むことはやむを得ない」と判示した。
しかし、同判決を不服として名古屋高等裁判所へ控訴。控訴審では、名古屋高裁刑事第2部（下山保男裁判長）が2011年（平成23年）4月12日に原判決を破棄（自判）し、堀を「山下」とともに無期懲役に処す判決を言い渡した。名古屋高裁 (2011) は、「強い利欲目的のみに基づいた犯行動機に酌量の余地はなく、犯行態様も悪質で、社会的影響も非常に大きいが、ネットを通じて知り合った素性を知らない者同士による犯罪の場合、意思疎通の不十分さなどから犯行が失敗に終わりやすい側面もあると考えられるため、『強い利欲目的をもって集まり、短期間のうちに犯罪を計画・実行した』という特色を過度に強調するのは相当でない。堀はさしたる躊躇もなく重大凶悪な事件に加担し、被害者の殺害についてもKTに次いで積極的な役割を果たしていることから、犯罪への抵抗感が希薄であることは否定できないが、交通関係の罰金前科しかなく、これまでの生活歴を見ても、本件以外に凶悪犯罪への傾向を示すものは見当たらないことに照らせば、犯罪傾向が強いとはいえず、矯正可能性もあると考えられる」などと指摘した上で、「殺害された被害者が1名である本件では、死刑の選択がやむを得ないと言えるほど他の量刑要素が悪質であるとは断じ難く、堀を死刑に処することにはなお躊躇を覚えざるを得ない」と判示した。
名古屋高等検察庁は同判決を不服として、最高裁判所へ上告。上告趣意書で、検察官は「控訴審判決は、永山判決や光市母子殺害事件の差戻し判決を始めとする最高裁の判例が示した死刑適用基準に反するほか、罪刑均衡および一般見地のいずれから見ても、著しい量刑不当であり、破棄しなければ著しく正義に反する」と主張したが、最高裁第二小法廷（千葉勝美裁判長）が2012年（平成24年）7月11日付で原判決を支持して検察官の上告を棄却する決定を出したため、同月18日付で無期懲役刑が確定した。同日以降、堀は懲役受刑者として名古屋拘置所に収容された。
なお闇サイト事件の共犯のうち、第一審で堀とともに死刑を宣告された男KTはいったん控訴したが、後に自らこれを取り下げ、死刑が確定（2015年に名古屋拘置所で死刑執行）。もう1人の共犯である「山下」は事件後に短時間で自首し、堀やKTの逮捕に協力したことで、「その後に起こり得た犯罪を阻止した」として、第一審判決で無期懲役を宣告された。検察官と「山下」側の双方が量刑不当を訴えて控訴したが、控訴審でいずれも棄却され、双方とも上告しなかったことにより確定している。『宝島』の取材を受けた司法記者は、仮に闇サイト事件の捜査段階で碧南事件が判明していた場合、両事件は併合罪となり、堀は死刑になってKTと同日に処刑されていたはずだと指摘している。

### 碧南事件で死刑に
その一方で、愛知県警は碧南事件の発生当時から、「顔見知りによる犯行の疑いが強い」として、被害者である店長Xの交友関係などを中心に捜査していたが、堀・A・Bの3人は捜査線上に浮上せず、捜査は難航していた。しかし、妻Yは殺害される前、堀たちに酒や食事を提供しており、その時に堀たちが食べた枝豆の皮や皿などが現場に遺されていた。当時の捜査班は、将来のDNA型鑑定の可能性を見据え、それらの検体を冷凍保存していた。それらの遺留品から堀やAに酷似したDNA型が検出され、当時別事件で服役していたAの供述などにより、Bも捜査線上に浮上した。
堀は闇サイト事件の刑確定後の2012年8月3日、A・Bの2人とともに碧南事件の被疑者として、強盗殺人容疑で愛知県警の特捜本部に逮捕され、同月24日に名古屋地検から同罪の被告人として名古屋地裁へ起訴された。また、2013年（平成25年）1月16日には守山事件の被疑者として、Aとともに強盗殺人未遂容疑で再逮捕され、堀は同年2月6日に強盗殺人未遂罪で追起訴された。
堀は碧南事件および守山事件の首謀者として刑事裁判を受け、第一審（裁判員裁判）の名古屋地裁刑事第4部（景山太郎裁判長）で、2015年（平成27年）12月15日に名古屋地検の求刑通り死刑判決を宣告された。同判決を不服として控訴したが、名古屋高裁刑事第1部（山口裕之裁判長）で2016年（平成28年）11月8日に控訴棄却の判決を受けた。これを不服として上告したが、2019年（令和元年）7月19日に最高裁第二小法廷（山本庸幸裁判長）で上告棄却の判決を受け、同判決に対する訂正申立も同年8月7日付の同小法廷決定で棄却された。このため、同年8月8日付で堀の死刑が確定し、堀は同日から死刑確定者となり、翌9日からは確定処遇を受けることとなった。なお、堀は2021年（令和3年）4月23日付の手紙で、再審請求弁護人が3人選任されたことなどを書いてオタワ愛徳修道女会のシスター宛に送ろうとしたが、その手紙は名古屋拘置所により発信不許可とされている。
なお碧南事件および守山事件の共犯者Aは、2016年に第一審で無期懲役（求刑：死刑）の判決を受け、検察官・被告人Aの双方が控訴しなかったため、そのまま無期懲役が確定。碧南事件の共犯者Bは第一審で求刑通り無期懲役の判決を受け、控訴棄却判決・上告棄却決定により、2018年（平成30年）に無期懲役が確定している。

## 獄中における創作活動
堀は闇サイト事件の第一審で死刑判決を受けて以降、「死刑廃止のための大道寺幸子・赤堀政夫基金」が主催している「死刑囚表現展」に作品を応募し続けている。以下、2010年 - 2014年までの5作品はフィクション形式である。
筆名「星彩」での応募作品
- 2010年（第6回） - 「七日間の灼熱ドライブ」、奨励賞を受賞[223]
- 2011年（第7回）[224] - 「メモリーず」、奨励賞を受賞[223]

筆名「氷室漣司」での応募作品
- 2012年（第8回） - 散文「硝子の破片は久遠の哀しみ」[注 81][225]、文芸作品部門で優秀賞を受賞[225][226]
- 2013年（第9回） - 「沈黙と曙光の向こうがわ」[223]
- 2014年（第10回）[222] - 「爪痕－沈黙と曙光の向こう側」[223]

その後、2016年 - 2017年には実名で、「死刑廃止のための大道寺幸子・赤堀政夫基金死刑囚表現展」への応募作品として、3事件を回顧する手記を執筆し、2017年に開催された第13回「死刑囚表現展」で特別賞を受賞した。その後、同作は碧南事件の上告審弁論直前の2019年5月にインパクト出版会から『鎮魂歌』として出版された。また、死刑確定後の2020年（令和2年）には、第16回「死刑囚表現展」に絵画作品「女優・岸井ゆきの」を応募し、「加賀奨励賞」を受賞している。

### 『鎮魂歌』出版をめぐる問題
なお、インパクト出版会は2019年5月23日に堀の著書『鎮魂歌』の配本を終え、同月25日の『朝日新聞』朝刊書評欄下の広告に同署の広告を掲載することを予定していたが、『朝日新聞』広告部は同月23日（配本当日）に「著者は闇サイト事件の加害者（無期懲役受刑者）である上、余罪で死刑判決を受け、未だ罪を償っていない（刑が確定していない）」ことなどを理由に、広告掲載を認めない判断を下し、インパクト出版会へ書籍広告の差し替えを依頼した。結局、インパクト出版会は差し替えに応じなかったため、同社の広告は掲載されず、日本出版者協議会（出版協）は同年6月5日付で『朝日新聞』広告部の対応を「言論を萎縮させる検閲行為」と批判する声明を出した。

## 国家賠償請求訴訟
堀は死刑確定前の2010年（平成22年） - 2019年にかけ、修道院のシスターと手紙や面会で交流していたが、死刑確定後の2019年8月 - 2021年（令和4年）4月にかけ、このシスターとの手紙計3通のやり取りを名古屋拘置所によって不許可にされた。堀は同拘置所の対応を不服として、名古屋地裁に国家賠償請求訴訟（訴訟額：33万円）を起こした。名古屋地裁（西村修裁判長）は2023年（令和5年）2月7日、堀（原告）がシスターを精神的な支えとしていたことを認定した上で、シスターからの手紙は刑事収容施設法でやりとりが認められている「死刑確定者の心情の安定に資すると認められる信書」に該当すると判断、被告である国に対し、堀へ33,000円を支払うよう命じる判決を言い渡した。

## 人物評
堀は闇サイト事件の第一審が結審する際、涙を流しながら被害者遺族に謝罪したほか、同事件の加害者3人の中では唯一、遺族に謝罪の手紙を渡そうとした。また、控訴審では、「被害者の夢や希望を奪い、遺族に苦しみも負わせた」と謝罪したほか、「ご遺族の求めに応じて死刑を受け入れるべきか悩んだが、死ぬのは罪の重さから単に逃げて、自分にとってかえって楽な選択肢ではないかと思い、自分の生涯をただ罪を償うためだけに使いたい。私にとっての極刑は死刑ではなく、無期懲役だ」と述べていた。しかし、控訴審で死刑判決が破棄され、無期懲役が言い渡されて以降、遺族への連絡は途絶えた。
同事件の第一審で堀の弁護人を務めた弁護士の渥美雅康は、堀について「ネット上で知り合った2人に虚勢を張った結果、凄惨な事件を起こしたが、事件後は心から反省し、贖罪意識を強く持っていた。犯行の役割などを考えれば無期懲役が妥当」と評したほか、同事件の控訴審で堀と「山下」の心理鑑定を実施した臨床心理士［山田麻紗子（日本福祉大学准教授）］は、控訴審の第2回公判（2010年9月24日）で堀の性格について「攻撃性は窺えない」「自己主張より同調を選びがちで、集団の特性がなければ凶悪犯罪を起こすことは想定しにくい」と報告した。この臨床心理士は、堀が無期懲役確定後に碧南事件で再逮捕された際に「（当時の）鑑定では（碧南事件を）隠していたことになる。それでも、あの（闇サイト事件の公判の際に見せていた）反省にうそはないと思う」と述べている。
一方、同事件の被害者である女性の母親は、堀が控訴審判決後に「謝罪の手紙を送りたい」という申し出をしなくなったことや、無期懲役刑の確定後に再逮捕されるまで、余罪（碧南事件および守山事件）を自供しなかったことについて、「本気で反省し、謝罪する気があったらこれまでに犯した犯行を自供していたはず」と批判した。また、碧南事件で堀の死刑が確定することとなった際には、「（堀は）裁判で『生きて償う』と繰り返していたが、他人の命を奪っておきながら反省していない」と述べ、堀の態度を強く批判している。
また、大崎善生 (2016) は、堀について「稀代の殺人鬼」「人を殺すことを何とも思わない」「三度の強盗殺人と強盗殺人未遂を繰り返した悪魔のような男」と形容した上で、その堀について「犯罪に親和性はない」「矯正の可能性がある」と主張した弁護人や犯罪鑑定人を厳しく批判している。

### 共犯者からの人物評
立花江里香（NHK名古屋放送局報道部）は2018年、碧南事件・守山事件の共犯者である男A（無期懲役刑で服役中）に対し、取材を求める手紙を送った。それに対し、Aは2018年4月2日の手紙で「自分は21歳のころに堀と出会い、互いに歳が近く、学校にも行っていなかったことから話が合い、すぐに意気投合した。堀は仕事はできるが、女癖が悪く、付き合っていた女性を騙して高額な金を得ていた。金遣いが荒く、いつも上から目線で物を言い、人を馬鹿にすることが多く、友達はいなかった」と、2019年7月7日の手紙では「自分は（碧南事件で）命を2つ奪ったから、死刑を覚悟していたが、堀を知る自分から見ても、彼にその覚悟があったかは疑問を感じる。堀が取り調べを受けていた時の録画を見た限り、堀は反省どころか、人に罪を擦り付けるようにしか感じなかった」と述べている一方、後者では「（堀については）恨み言はあるが、今でも友達だと思っている」と述べている。
また、闇サイト事件の共犯者である「山下」（無期懲役刑で服役中）は、立花宛の手紙（2019年6月29日付）で「堀は物静かで、何を考えているかわからない反面、強い利欲目的に裏打ちされた強かさと図太さを持って行動している人物だ」と述べている。